# Mõnuste
Mõnuste – wieś w Estonii, w prowincji Harju, w gminie Kernu.